# Ernst Rathenau

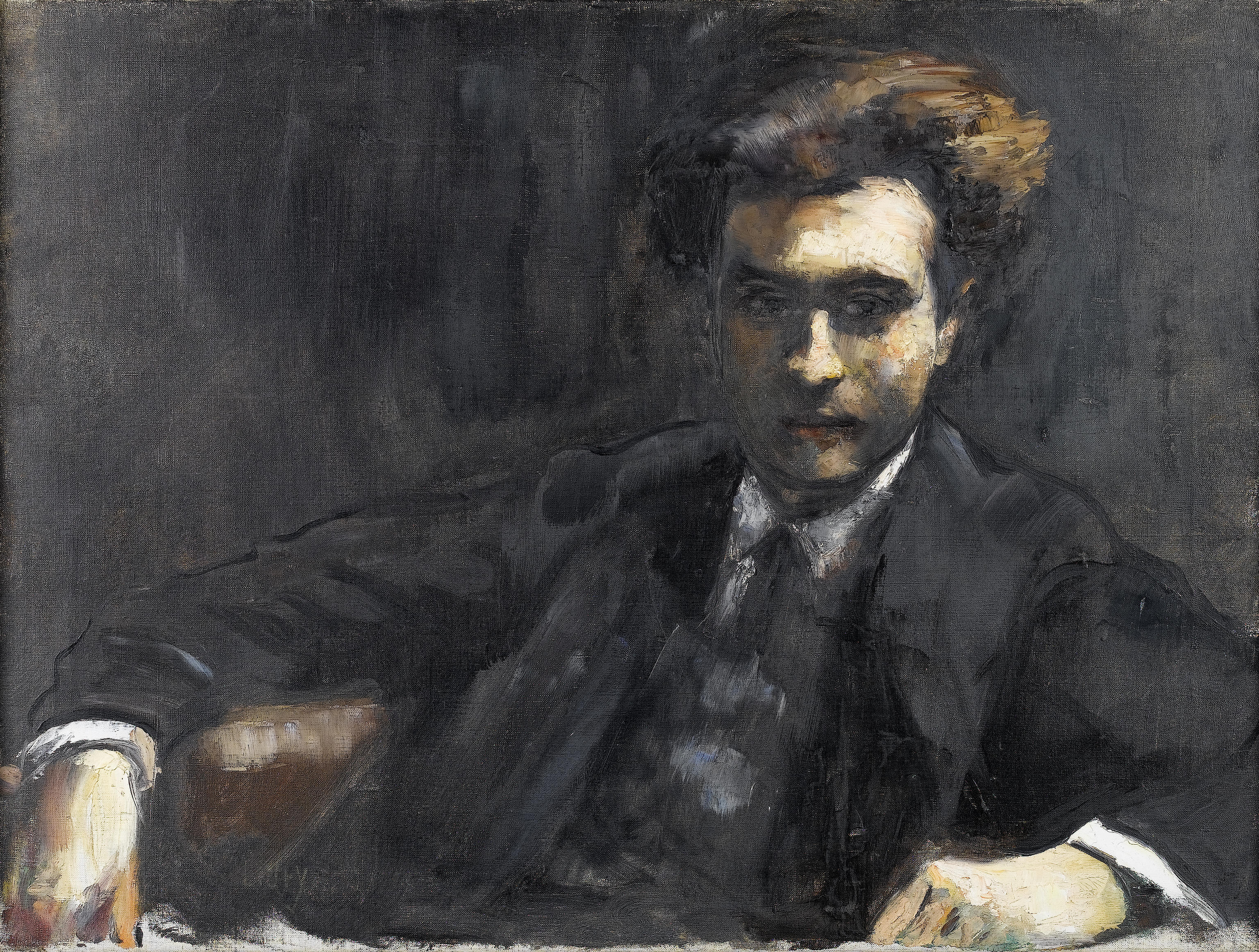
Porträt des Dr. Ernst Rathenau (Ölgemälde Lesser Ury, um 1925)

Ernst Rathenau (auch Ernest G. Rathenau, * 13. September 1897 in Berlin; † 24. Januar 1986 in Bad Nauheim) war ein deutscher Unternehmer, Verleger, Fotograf und Kunstsammler, der zur NS-Zeit nach New York emigrierte und 1950 seine Tätigkeit in Europa fortsetzte.

## Herkunft
Ernst Georg Rathenau entstammte einer kulturbeflissenen großbürgerlichen und wirtschaftlich wie politisch einflussreichen, jüdischen Familie. Er war Sohn des Architekten Georg Albert Rathenau (1866–1922), der u. a. Gebäude für die Kaufhaus-Kette Grünfeld konzipiert hatte, und dessen Gattin Marie Betty geb. Kappel (eine Tochter des Marcus Kappel, einem Sammler flämischer, niederländischer und deutscher Maler aus dem 16. und 17. Jahrhundert). Er hatte 3 Geschwister (Rudolf Georg Rathenau, Ellen Ettlinger und Henry Rathenau). Sein Großvater, Moritz Albert Rathenau war der Bruder des AEG-Gründers Emil Rathenau, des Vaters des Politikers Walther Rathenau.

## Tätigkeit als Verleger
Ernst Rathenau, der auch Doktor der Rechtswissenschaft war, erbrachte bedeutende Beiträge durch Veröffentlichungen zur Buchkunst und Kunstliteratur. Seit 1918 gab er zusammen mit Gustav Kiepenheuer und Paul Westheim die Zeitschrift Die Schaffenden in Mappenform heraus, welche die damalige Druckgraphik umfassend repräsentierte. Dabei wurde ein Panorama der berühmtesten Vertreter der expressionistischen Kunstszene geboten, wie unter anderem Erich Heckel, Karl Schmidt-Rottluff, Paul Klee, Christian Rohlfs, Lyonel Feininger und Paula Modersohn-Becker.
1920 trat Ernst Rathenau in den Euphorion-Verlag ein, der damals sein Verlagsspektrum um die Herausgabe von Originalgraphiken erweiterte. Die hierfür nötige Verbreiterung der Kapitalbasis wurde durch das Engagement des jungen Rathenau ermöglicht, die fachliche Betreuung dieses neuen Geschäftszweigs des Verlags übernahm der Kunsthistoriker Hubert Baumgärtel. 1924 lud Rathenau zudem die Kunstgeschichtlerin Rosa Schapire ein, Texte für einen Catalogue raisonné der Werke Schmidt-Rottluffs zu verfassen.
Rathenau wurde ab 1927 der alleinige Eigentümer des Euphorion Verlags. Hier veröffentlichte er neben bibliophilen Drucken einige bis heutige gültige Werkverzeichnisse, etwa von Oskar Kokoschka. Unter Rathenaus Leitung und dank seiner Finanzkraft erschienen zwischen 1922 und 1932 insgesamt 12 Mappen mit zusammen 120 Graphiken. In einer Studie von 1984 beschrieb Friedemann Berger Rathenau als bedeutenden Freund und Förderer der bildenden Kunst: „Er war davon besessen, Kunstwerke zu sammeln, andere zum Sammeln anzuregen, Editionen herzustellen und zu verkaufen.“ Rathenau baute eine bedeutende Kunstsammlung auf. Daneben war Ernst Rathenau schon in den 1920er und 1930er Jahren auch als Fotograf tätig und veröffentlichte insbesondere Porträts von Künstlern, die er selbst aufgenommen hatte.
Von einer neuen Buchreihe mit dem Titel Graphik der Gegenwart, deren Beginn Rathenau 1931 veranlasste, erschien nur der erste Band, der Erich Heckel zum Thema hatte. Rathenaus Bemühungen, nach Paul Westheims Emigration eine Mappe mit Arbeiten Otto Pankoks noch im Dezember 1933 herauszubringen, waren ebenso vergeblich wie die gescheiterte Neuauflage des 1932 erschienenen Werkskatalogs der Handzeichnungen Oskar Kokoschkas. Dieses Buch wurde zwar 1935 noch gedruckt, aber von der Gestapo schon in der Druckerei konfisziert.

## Emigration und Nachkriegszeit
Nachdem sein Verlag „arisiert“ und er selbst mit einem Berufsverbot belegt war, emigrierte Rathenau 1938 nach New York und arbeitete dort hauptberuflich zunächst als Fotograf und später als Büchermacher. Er schuf ein umfangreiches Bilderarchiv auf ausgedehnten Reisen, und seine Fotografien wurden mehrmals im Brooklyn Museum ausgestellt. 1945 erschien sein erstes Fotobuch Orientals. People from India, Malaya, Bali, China  im J.J. Augustin Verlag in New York. Rathenau wurde in den USA eingebürgert und änderte seinen Rufnamen von Ernst zu Ernest. Seinen erneut gegründeten Kunstverlag nannte er Ernest Rathenau vorm. Euphorion Verlag Berlin. Außerdem gründete er eine Kunsthandlung, die noch heute besteht. In den 50er Jahren, als er bereits wieder begonnen hatte zwischen Europa und Amerika zu pendeln, veröffentlichte der Fretz & Wasmuth Verlag in Zürich sein Buch Kinder vieler Länder (1956), das ein Appell zur Achtung der Menschenwürde war. Er kehrte schließlich nach Europa zurück, um seine verlegerische und editorische Tätigkeit fortzusetzen. 1960 erschien sein letztes Fotobuch Das Bild des Alters  bei besagtem Verlag in Zürich. Neben Abbildungen Unbekannter und enthält dieses Buch Künstlerporträts, etwa von Annette Kolb, Renée Sintenis, Gerhard Marcks, Erich Heckel und Lyonel Feininger.

## Porträt
Der Maler Lesser Ury schuf ein Porträt Ernst Rathenaus (Öl auf Leinwand, Höhe 53 cm × Breite 71 cm) wohl in den Jahren 1920 bis 1925, als dieser Graphiken von Lesser Ury im Euphorion Verlag veröffentlichte. Heute befindet sich das Werk im Jüdischen Museum Berlin.

## Werke (Auszug)

### Einzelpublikationen
- „Orientals. People from India, Malaya, Bali, China“, JJ Augustin, New York 1945
- „Kinder vieler Länder“, Fretz & Wasmuth, Zürich 1956
- „Das Bild des Alters. 154 Aufnahmen aus vielen Ländern“, Fretz & Wasmuth, Zürich 1960
- „Oskar Kokoschka. Handzeichnungen, 1906–1965“ (Hg.), Ernest Rathenau, New York 1966
- „Karl Hofer. Das graphische Werk“ (Hg.), Rathenau, Berlin 1969.
- „Erich Heckel“, 1983

### Sammelpublikationen
- „In memoriam Paul Gangolf“, Rathenau, Berlin 1964
- „Karl Schmidt-Rottluff. Das grafische Werk seit 1923“, Rathenau, Berlin 1964.

### Einzelausstellungen
- Brooklyn Museum, New York 1943 („Allies of the Pacific“)
- Brooklyn Museum, New York 1950/51 („Photographs of Ernest Rathenau“)[3]